# San Vicente de la Cabeza
San Vicente de la Cabeza – gmina w Hiszpanii, w prowincji Zamora, w Kastylii i León, o powierzchni 53,02 km². W 2011 roku gmina liczyła 466 mieszkańców.